# Partium

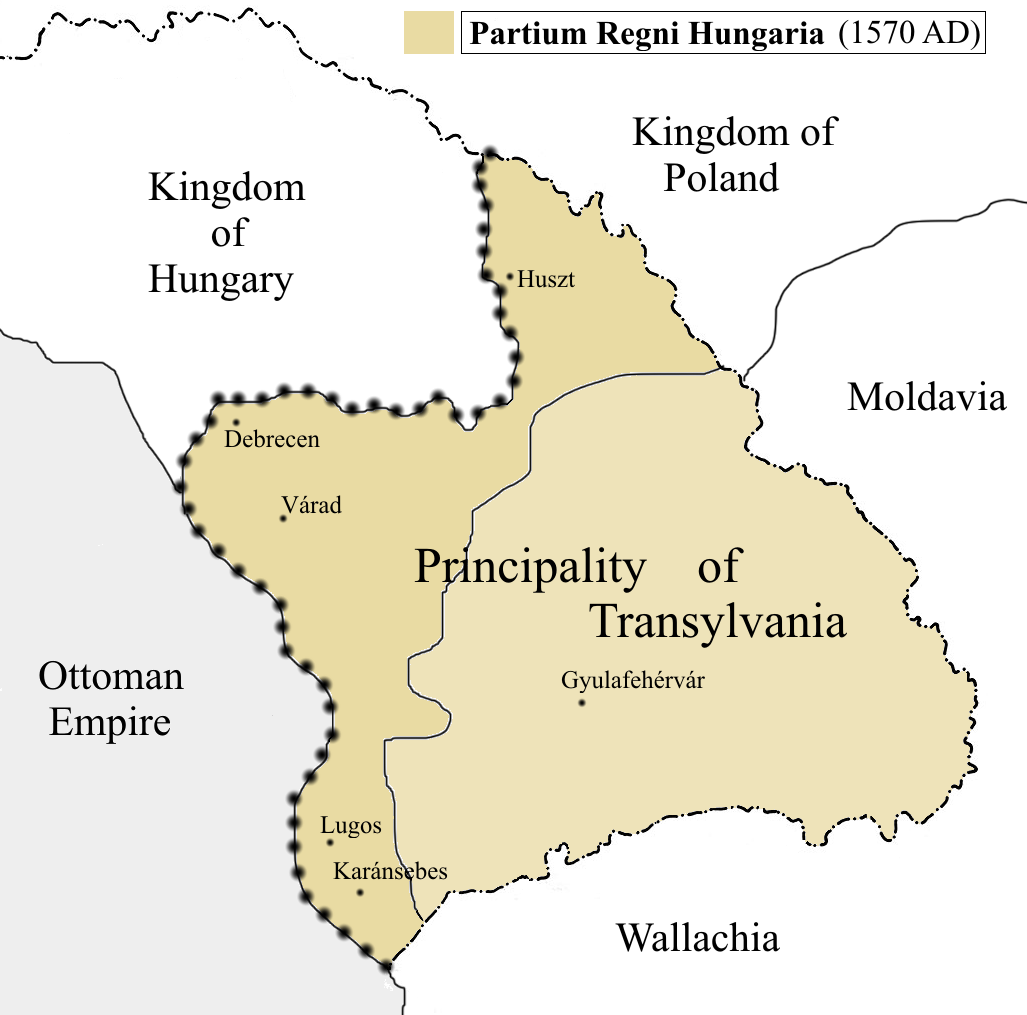
Das Partium nach dem Vertrag von Speyer 1570

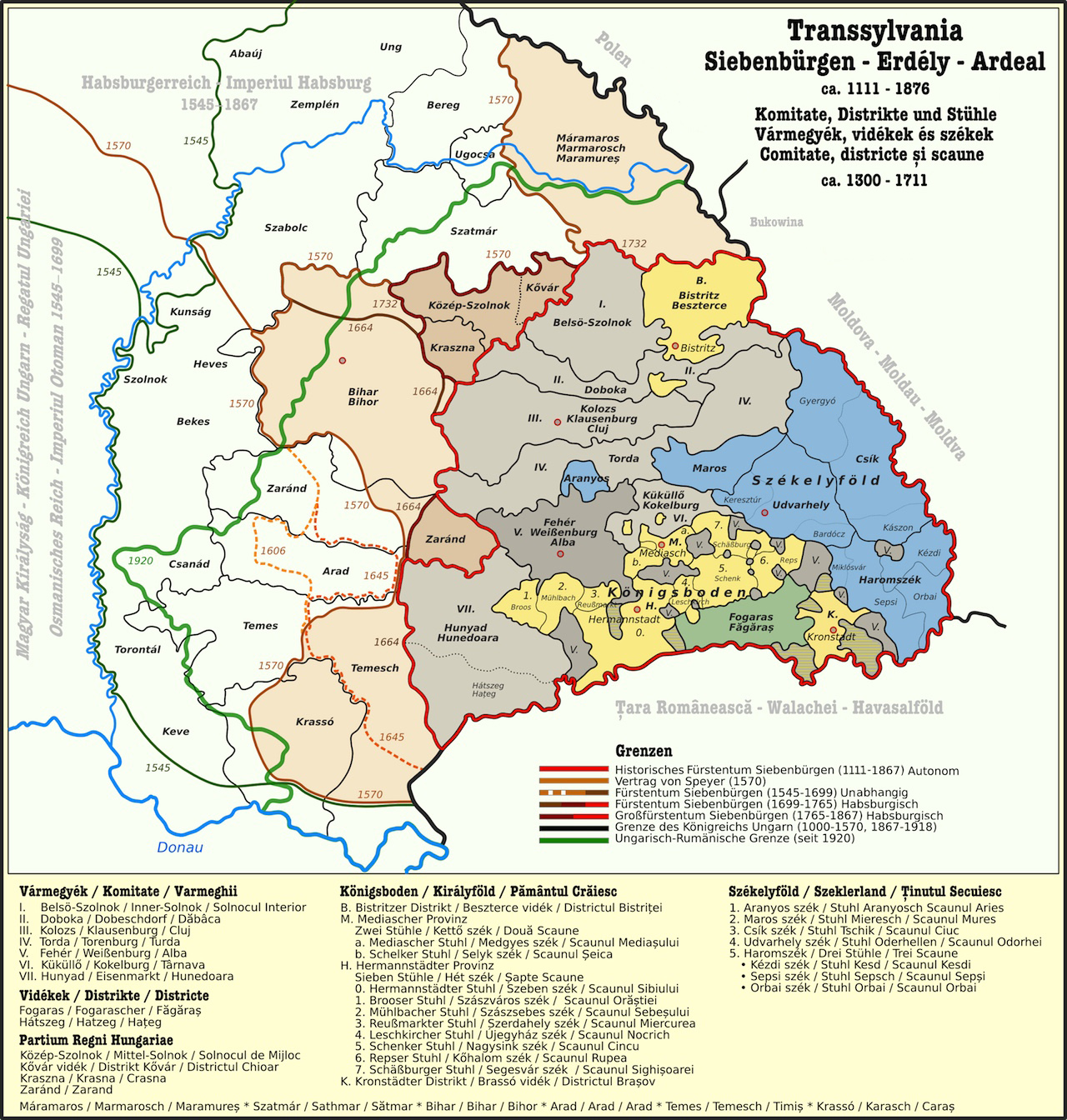
Administrative Einteilung Siebenbürgen von ca. 1300 bis 1867

Das Partium, abgeleitet vom lateinischen partium regni Hungariae (deutsch: „von Teilen des Königreichs Ungarn“), ist eine geografische Sammelbezeichnung für die mittelostungarischen Komitate (Gespanschaften) jenseits der Theiß, die im 16. Jahrhundert unter die Hoheit der siebenbürgischen Fürsten kamen. Heute zählt man zum Partium ungefähr das Territorium der rumänischen Kreise Maramureș, Satu Mare, Sălaj, Bihor und Arad sowie die ungarischen Gebiete östlich der Theiß.

## Geschichte
Das Gebiet des Partium wurde 1541 nach der endgültigen Besetzung Zentralungarns durch das Osmanische Reich (nunmehr „Hungaria turca“ mit dem Verwaltungszentrum Ofen (Buda)) mit Zustimmung von Sultan Süleyman I. weiterhin vom siebenbürgischen „Gegenkönig“ zu den Habsburgern in Ungarn, Johann Zápolya, regiert. Dessen Sohn Johann II. legte 1570 auf Grund des Vertrages von Speyer mit Kaiser Maximilian II. den ungarischen Königstitel ab und nannte sich nunmehr Johann Sigismund „Transilvaniae et partium regni Hungariae princeps“ (Fürst von Siebenbürgen und Teilen des Königreichs Ungarn). Als geografischer Begriff wurde Partium benutzt, um diesen Landesteil vom historischen Siebenbürgen abzugrenzen, das erst 1867 formell wieder Teil des Königreichs Ungarn wurde.
Die damaligen Komitate, die gemäß dem Vertrag von Speyer (16. August 1570) zum Partium gehörten, waren:
- Máramaros (Marmarosch, mit der Festung Hust)
- Bihar (mit der Festung Wardein; 1664 bis auf einen kleinen nördlichen und östlichen Teil von den Osmanen erobert)
- Közép-Szolnok (Mittel-Sollnok, mit der Herrschaft Cseh, Teil des späteren Komitates Szilágy)
- Kraszna (Teil des späteren Komitats Szilágy)

Nicht ausdrücklich in dem Vertrag von Speyer erwähnt, aber ebenfalls Teil des Partiums waren:
- die Herrschaft Kővár (Kővárvidék) (bei Nagysomkút)
- der östliche Teil des Komitates Zaránd
- ein kleiner, östlicher Teil des Komitates Arad (1606–1645 von den Osmanen erobert)
- das Lugosch-Karansebescher Banat im Komitat Krassó-Szörény (1664 von den Osmanen erobert)

Nach der österreichischen Eroberung Siebenbürgens und der besetzten Teile Ungarns vom Osmanischen Reich (besiegelt im Frieden von Karlowitz, 1699) wurden die Komitate Közép-Szolnok und Kraszna, der Distrikt Kővár und der östliche Teil des Komitates Zaránd Teil des habsburgischen Fürstentums, ab 1765 Großfürstentums Siebenbürgen.
Nach dem Ende des Ersten Weltkrieges wurde das Gebiet weitestgehend von Rumänien besetzt, zu dem es seit dem Vertrag von Trianon von 1920 (abgesehen vom westlichsten Rand der Komitate Bihar und Szatmár) auch formell gehört. Als Folge des Zweiten Wiener Schiedsspruches fiel die zu Rumänien gehörende Nordhälfte des Partiums 1940 wieder an Ungarn; mit der Pariser Friedenskonferenz 1946 wurden die Beschlüsse des Wiener Schiedsspruchs annulliert und das Gebiet kam wieder zu Rumänien.